# 野本家定
野本 家定（のもと いえさだ、生没年不詳）は、鎌倉時代の武将で、鎌倉幕府の御家人であったと言われる。通称「野本将監」。
元久3年（1206年）頃に、現在の千葉県野田市尾崎付近に広大な館を築いたとされ、その館の大きさや権力の強さから、付近では「野本将軍」と渾名されたと言い伝えられている。昭和55年（1980年）および昭和60年（1985年）に、この館址の発掘調査が行われ、その館は少なくとも三つ以上の郭を備え、規模の大きいものであったことが明らかになった。現在、この館は「金野井城」と呼ばれている。
遺跡や伝承から、有力な御家人の一人であったことが窺える一方、その人物像や事績には明らかになっていないことが多い。事績らしきものとしては、以下のような話が残されている。
「野本将監は、中里（千葉県野田市）の遊女に惚れ込み、夜な夜な城を抜け出して通っていた。それを不快に思った家臣が、ある夜、途中で将監に斬りかかった。将監は防戦したが、道ばたの松の木が邪魔になり斬り殺されてしまった。遭難の地には将監の首塚が残されている。また将監を弔っている付近の毘沙門堂では、野本将監の祟りを怖れ、松の木を植えないことにしている」
本人だけでなく、一族である野本氏にも、明らかになっていないことが多い。